# Пей Веньчжун
Пей Веньчжун (кит.: 裴文中; 5 березня 1904 — 18 вересня 1982) — китайський палеонтолог, археолог і антрополог, академік Китайської академії наук.  Вважається засновником китайської антропології

## Життєпис
Пей Веньчжун народився у повіті Луаньсянь (нині територія, де народився, входить до складу району Фэннань міського округу Таншань провінції Хебей). Він був молодшим сином шкільного вчителя Пей Тініна.  У вісім років Пей пішов у початкову школу, в 1916 через неможливість оплатити навчання в середній школі він вступив до державної школи, що готувала вчителів.  У 1919 році Пей приєднався доРуху 4 травня і за участь в демонстрації був на короткий термін відсторонений від занять .
Після завершення навчання, не знайшовши роботи, Пей у 1921 році переїхав до Пекіна, де роки навчався на підготовчих курсах Пекінського університету . Потім він вступив на геологічний факультет, також відвідував заняття з літератури, до якої був дуже зацікавлений . Одночасно з навчанням Пей підробляв учителем в місцевих школах, а також писав статті в газети. У 1927 році він закінчив університет, але зміг після цього отримати роботу вчителем геології та біології лише на півставки .
У 1928 році Пей отримав роботу в Геологічній службі Китаю і був приставлений помічником до палеонтолога Ян Чжуньцзяня, який вів розкопки в Чжоукоудяні, де раніше були виявлені зуби синантропа . Наступного року Пей очолив проект, після того як Ян вирушив до іншої експедиції. Експедиція проходила у важких умовах — до місця розкопок вченим доводилося добиратися на мулах, копати доводилося на дні 40-метрової розколини за поганої погоди. 1 грудня 1929 Пей виявив і витяг цілий череп шаньдиндунского людини .
До 1935 Пей продовжував роботу в Чжоукоудяні, знаходячи все нові фрагменти. Він став експертом у веденні розкопок та аналізу скам'янілостей, у період 1929 по 1939 рік став автором понад двадцяти наукових публікацій, серед яких були роботи про фауну, ссавців та скам'янілості з місця розкопок. У 1931 році Пей познайомився з французьким археологом Анрі Брейлем, який брав участь у розкопках у Чжоукоудяні. На запрошення Брейля Пей у 1935 році вирушив до Парижа і продовжив навчання у Паризькому університеті . У червні 1937 Пей захистив докторську дисертацію .
Пей повернувся до Китаю у жовтні 1937 року, у розпалі Японо-китайської війни . До грудня 1941 року він залишався в Пекіні, де керував кайнозойською лабораторією Геологічної служби Китаю, після закриття лабораторії Пей викладав у Яньцзинському університеті та Пекінському педагогічному університеті . У перші повоєнні роки Пей змушений був продовжити викладацьку діяльність, оскільки не було фінансування розкопок в Чжоукоудяні . Після проголошення КНР в 1949 він залишався в Пекіні, продовжував керувати кайнозойською лабораторією, а в період з грудня 1949 по грудень 1953 був співробітником міністерства культури, працював з музеями і займався питаннями збереження старожитностей .
У 1953 році була створена лабораторія палеонтології хребетних при Китайській академії наук, яка змінила кайнозойську лабораторію і незабаром була реструктуризована в Інститут палеонтології хребетних і палеоантропології (ІПСШ). В 1956 Пей очолив дослідницький відділ ІПСШ, в 1963 був призначений директором інституту і пропрацював в ньому до своєї смерті в 1982 . У 1955 Пей був обраний академіком Китайської академії наук. Він був першим головою Китайської асоціації музеїв природної історії та другим директором Пекінського музею природної історії. Пей написав кілька книг, включаючи перші праці про доісторичний Китай китайською мовою .